# جو أماتو (شاعر)
جو أماتو (بالإنجليزية: Joe Amato)‏ (31 مايو 1955، سيراكيوز في الولايات المتحدة)؛ شاعر وروائي أمريكي. درس في جامعة سيراكيوز.